# Sattelbogen (Traitsching)
Sattelbogen ist ein Gemeindeteil der Gemeinde Traitsching im Landkreis Cham etwa 15 km südlich der Kreisstadt Cham des Regierungsbezirks Oberpfalz in Ostbayern. Die selbstständige Gemeinde Sattelbogen schloss sich 1972 mit den Gemeinden Traitsching und Sattelpeilnstein zusammen. Sattelbogen ist zugleich der Name einer Gemarkung, die in der Fläche der ursprünglichen Gemeinde Sattelbogen entspricht.

## Bedeutung
Sattelbogen geht auf das 10. Jahrhundert als Stammsitz der Satlpoger zurück.
Die Bauern in dieser Mittelgebirgslandschaft lebten ursprünglich von der Holz- und Viehwirtschaft. Heute gibt es zwei Hotels, ein Sägewerk, eine Tankstelle und ein beheiztes Freibad. In den 1970er Jahren entstand ein Familienferiendorf mit 60 zweigeschossigen Blockhütten. Der Tourismus profitiert unter anderem vom Naturpark Bayerischer Wald und den Wintersportmöglichkeiten.
Ein großer Grundbesitzer in der Region ist die Familie Thurn und Taxis.

## Geschichte

### Mittelalter
Sattelbogen war der Stammsitz eines der mächtigsten, einflussreichsten und angesehensten Rittergeschlechter des Bayerischen Waldes, der Satlpoger. Bereits im 10. Jahrhundert gab es dort eine kleine Festung von der ein Burgstall zeugt. Der seinerzeit zur Befestigung eingerichtete und noch erkennbare Wallgraben lässt den Standort und die enormen Ausmaße der Befestigung erkennen.
Die Satlpoger waren als Ministerialen den Grafen und Herzögen von Bogen dienstbar. Sattelbogen war im Nordwesten die am dichtesten an die Mark Cham vorgeschobene Ministerialenburg. Sie bekleideten auch zahlreiche Ämter der Kirche. Die erweiterte Schlosskapelle, heute als Kirche St. Nikolaus benannt nach Nikolaus von Myra, geht auf diese Zeit zurück.
Die Verbundenheit derer von Sattelbogen mit den Grafen zu Bogen zeigt sich nicht nur im Namen, auch die dreifache Querteilung des Wappens wurde durch die Bogener beeinflusst, die drei gelbe Bogen auf blauem Grund auf ihrem Schild führten.

### Neuzeit

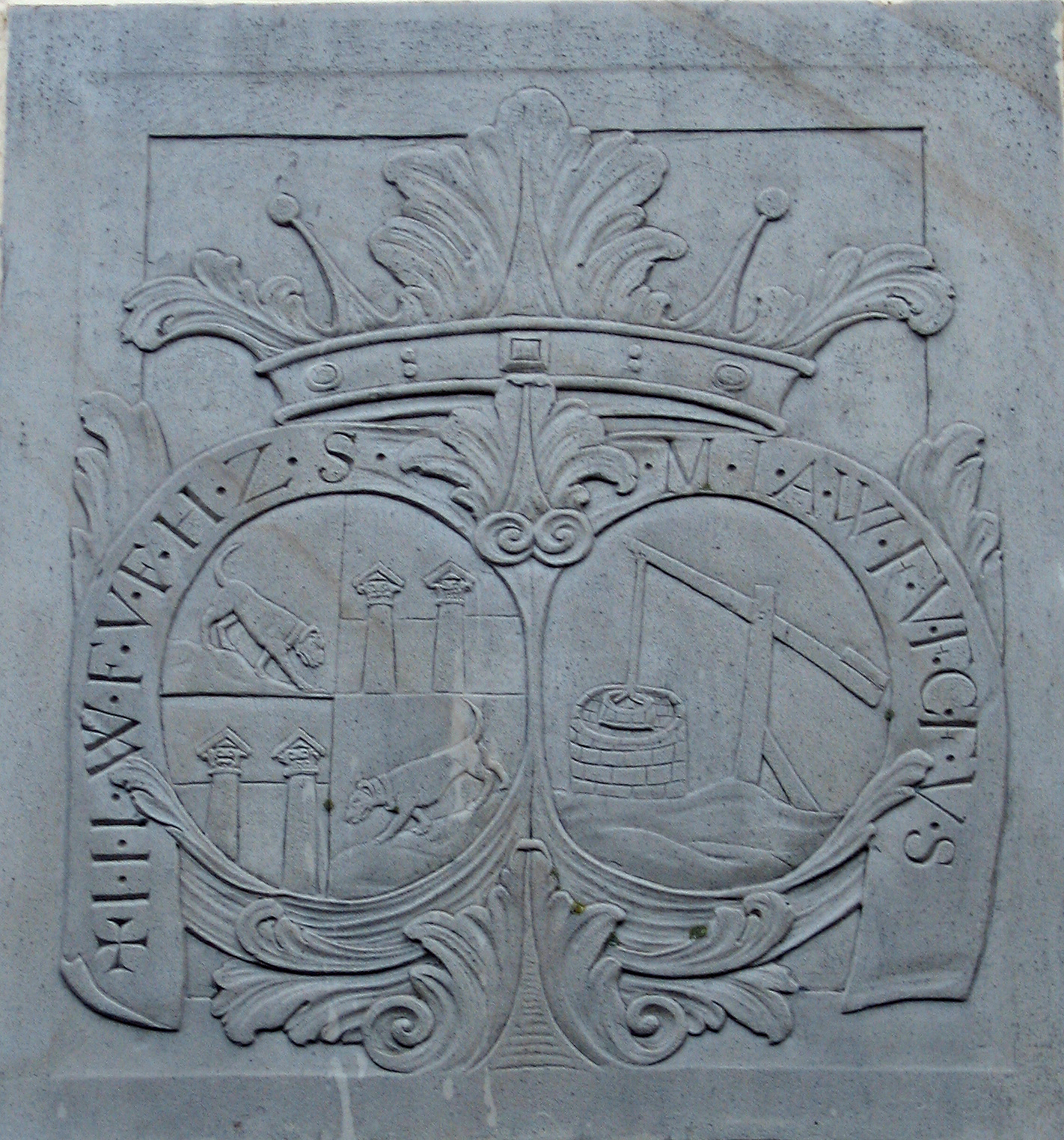
Wappen der Wager von Hohenkirchen und Vilsheim

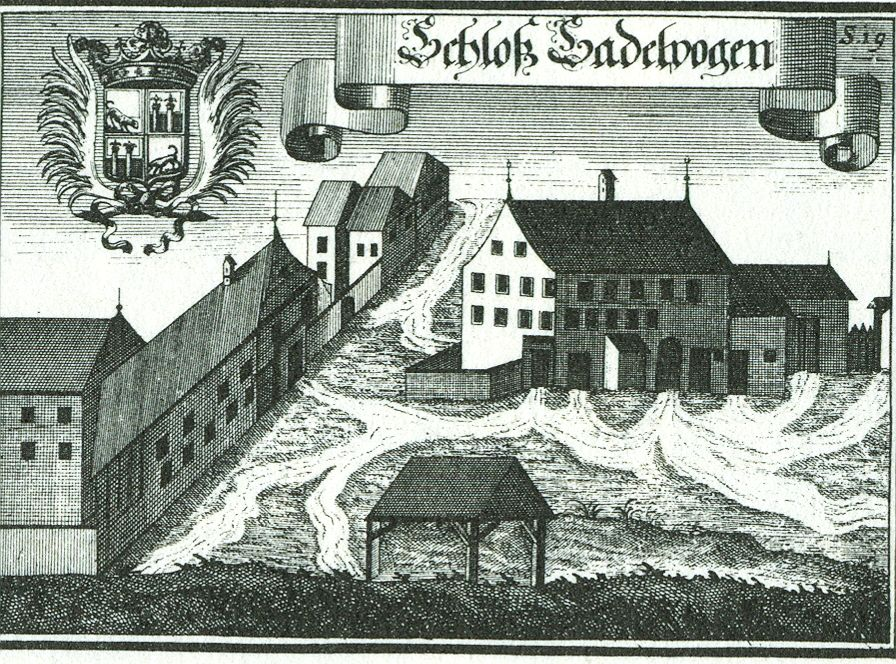
Schloss Sattelbogen nach einem Stich von Michael Wening.

Um 1350 ist eine Kapelle in Sattelbogen belegt.
Es ist anzunehmen, dass Sattelbogen 1433 bereits eine Pfarrei war, da es bei der Aufzählung der zum Dekanat Cham gehörenden Pfarreien unter anderen Pfarreien aufgeführt ist. Dies ist auch in einem kurfürstlichen Visitationsprotokoll von 1582 ausdrücklich erwähnt.
Die Sattelbogner sind 1537 ausgestorben. Bereits zu deren Lebzeiten ist zwischendurch ein Karl der Ramsberger als Inhaber der Burg bezeugt. Die Besitznachfolge treten die Hofer von Lobenstein und die Rainer von Rain ein. Durch Erbschaft und Verkauf kam die Hofmark Sattelbogen in die Hände der Baumgartner von Frauenstein. In diese Zeit fiel auch die Reformation und Sattelbogen hatte unter dem Religionswechsel zwischen Katholizismus, Protestantismus und Calvinismus zu leiden, da die Grenze zwischen Bayern und der Pfalz mitten durch das Dorf verlief. Die Erben der Baumgartner waren die Hohenfelder aus Österreich. 1608 verkaufen diese die Hofmark an die Schönsteiner. 1617 treten die Weichs die Nachfolge an. Von 1623 bis 1764 prägte das Geschlecht der Wager von Hohenkirchen und Vilsheim die Geschichte Sattelbogens. Ihr Wappen befindet sich über dem Eingang des alten Schulhauses.
Während des Dreißigjährigen Krieges, wurde Sattelbogen 1642 von den Schweden zerstört. Auch die Pest, die über die Gegend hereinbrach, forderte erneut viele Todesopfer.
Von 1560 bis 1625 war Sattelbogen mit Schorndorf protestantisch; 1625 kam es wieder zu Loitzendorf.
Die historische Schmiede ging mindestens auf die Zeit des Dreißigjährigen Kriegs zurück und war über 15 Generationen im Besitz der Familie Dachauer. Die Schmiede existierte bis in die 1990er Jahre.
Das neue Schloss (eine Abbildung davon ist von Michael Wening aus der Zeit um 1727 überliefert) wurde nicht mehr genau an der Stelle des alten gebaut, sondern 50 Schritte weiter östlich. Es brannte 1856 nieder.
1718 erbaute man die Kirche von Grund auf neu. Die Wirren des Spanischen Erbfolgekrieges waren auch in Sattelbogen spürbar und es wurde von kaiserlichen Truppen eingenommen. Von 1733 an erhielt Sattelbogen wieder Kooperation aus dem Kloster Oberaltaich und es konnten regelmäßig katholische Gottesdienste gefeiert werden.
Nach dem Tode des Burgherrn Kajetan Wager fiel die Hofmark an Franz von Segesser zu Notzing, der sie nach 20 Jahren an das Kloster Oberalteich verkaufte. Nach 18 Jahren unter klösterlicher Verwaltung begann die Zeit der Säkularisation.
Infolge der Aufhebung der Propstei Sattelbogen wurde auch die Kirche materiell sehr geschädigt. Das Gut Sattelbogen wurde um 26.600 fl. an Baron Franz von Hafenbrädl verkauft, kurz darauf wurden die Besitzungen „zertrümmert“.

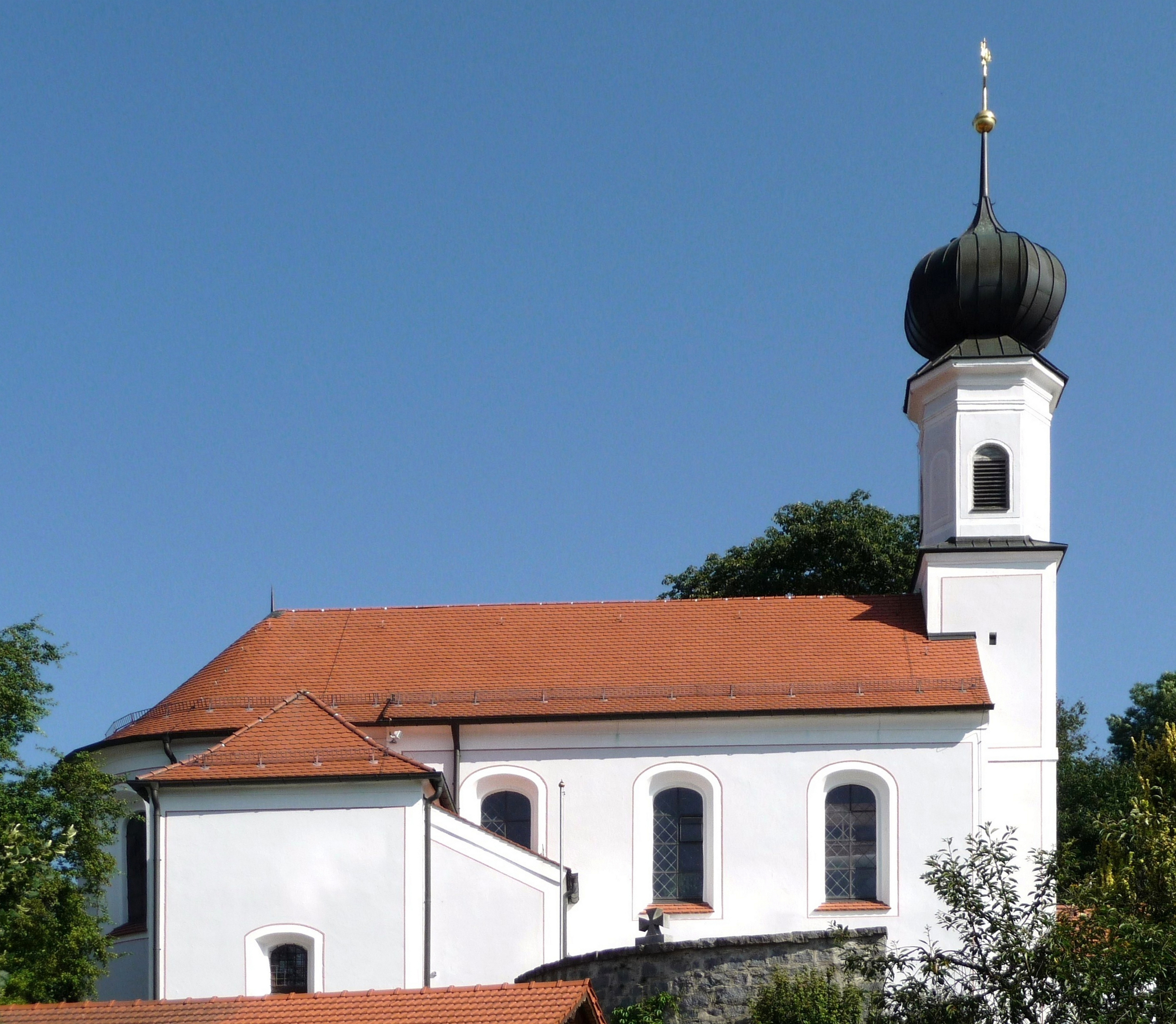
Die Kirche St. Nikolaus in Sattelbogen

Die Gemeinde Sattelbogen entstand mit dem bayerischen Gemeindeedikt von 1818. 1824 ging schließlich das frühere Hofmarkschloss in den Besitz der Gemeinde über, die den südlichen Teil zu Schulzwecken verwendete; die landwirtschaftlichen Güter wurden zertrümmert.
Am 17. März 1856 brach im Dorf durch Fahrlässigkeit ein großer Brand aus, dem das Schlossgebäude und neun Wohnhäuser zum Opfer fielen. An der Stelle des alten Schlosses, ein wenig nach Westen zurückversetzt, errichtete die Gemeinde ein Schulhaus. Auch die Wohnhäuser wurden neu gebaut. Als Reaktion auf den Großbrand wurde im Jahr 1880 wurde die Freiwillige Feuerwehr Sattelbogen gegründet. Vorstand und Feuerwehrführer war der damalige Bürgermeister Andreas Dachauer. Ihm standen die Gründungsmitglieder Anton Brummer und Anton Scheitinger (beide Thannet), Andreas Meindl (Wieshof), Georg Kerschberger, Georg Drexler, Johann Bayer und Michael Eidenschink (alle Sattelbogen) zur Seite.
Seelsorgerisch wurde Sattelbogen von der Pfarrei Loitzendorf betreut, bis die Kirchenstiftung 1904 einen Pfarrhof baute. Nachdem Sattelbogen zum Kuratbenefizium erhoben worden war, bekam es einen eigenen Seelsorger.

### Zeit der Weltkriege

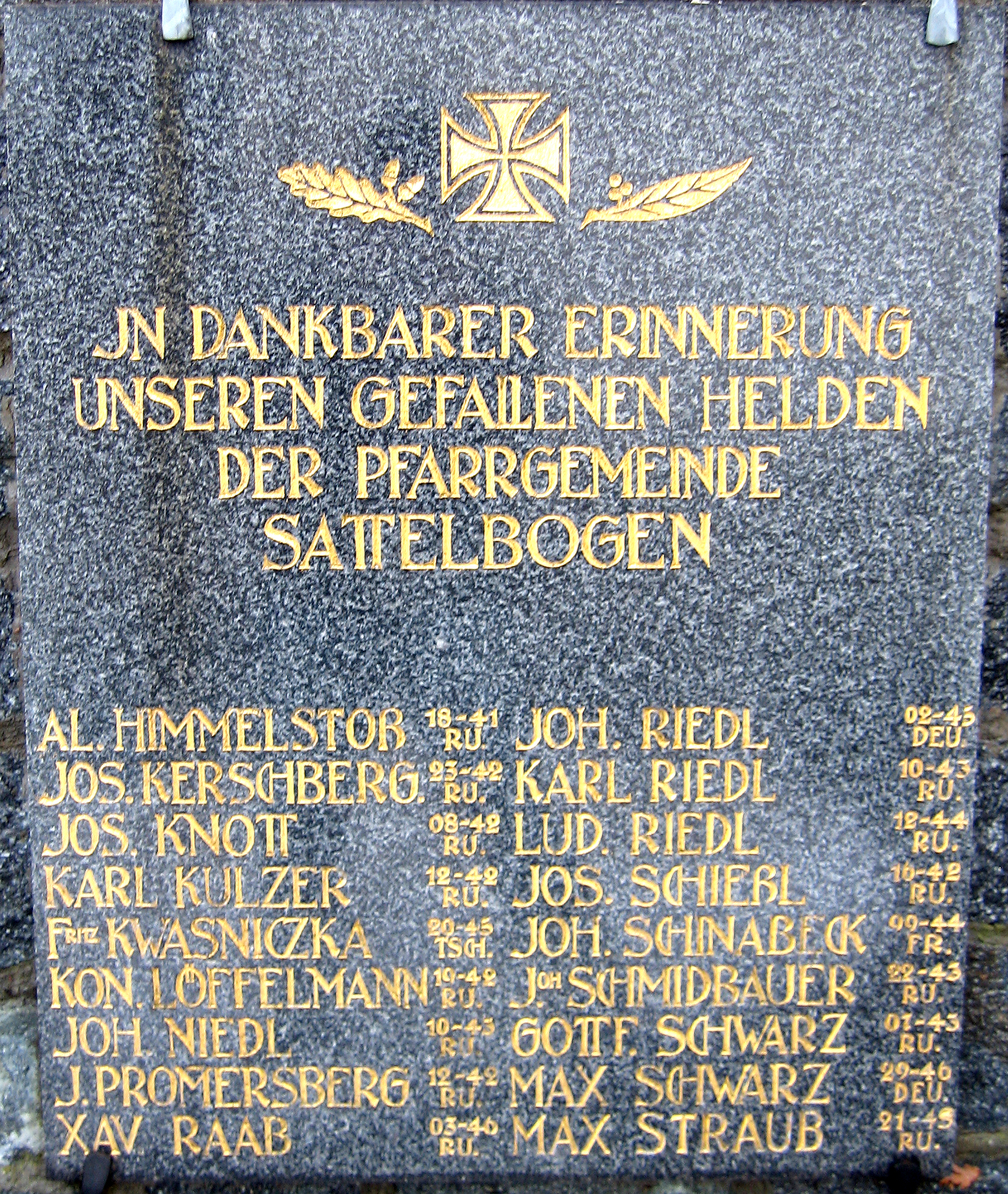
Mittlere Platte des Gefallenendenkmals

Im Ersten Weltkrieg fielen 20 Männer aus der Pfarrgemeinde, davon 16 in Frankreich, drei in Russland und einer in Deutschland. Der Krieg und die Folgejahre waren für die Bewohner in wirtschaftlicher Hinsicht schwierig. Dies besserte sich, als in den 1930er Jahren die Arbeitslosigkeit zurückging. In Hand- und Spanndiensten wurde die Straßenzufahrt nach Sattelbogen ausgebaut und bis zur Atzenzeller Flur weitergeführt, das Feuerlöschwesen wurde verbessert; eine vorgesehene bauliche Sanierung verhinderte der Ausbruch des Zweiten Weltkrieges.
In den Kriegsjahren von 1939 bis 1945 fielen aus der Pfarrgemeinde 74 Männer, wurden vermisst oder starben an den Folgen von Verwundungen. Nach dem Ende des Krieges kamen über 500 Flüchtlinge aus den Ostgebieten und Heimatvertriebene aus dem Sudetenland und fanden in Sattelbogen, wenn auch meist vorübergehend, eine neue Heimat.

### Nach dem Zweiten Weltkrieg
Im Jahr 1946 wurden die Gemeinden Atzenzell und Obergoßzell eingemeindet. Danach wurde ein überörtliches Straßennetz angelegt, ein modernes Schulhaus mit einem Lehrschwimmbecken gebaut und die Infrastruktur mit Wasserleitungen und einer Oberflächenkanalisation erweitert.
Mit dem Bau des Leichenhauses wurde gleichzeitig der Friedhof erweitert. Die Dorfstraßen wurden asphaltiert und Grünflächen angelegt. 1965 ging Sattelbogen als Kreissieger aus dem Wettbewerb Unser Dorf soll schöner werden hervor. 1967 errang man eine Bronzemedaille des Bezirkes Oberpfalz. Zwei Jahre später, 1969, konnte Sattelbogen die Goldmedaille des Bezirks und des Landes Bayerns entgegennehmen. Auf Bundesebene reichte es für eine Silbermedaille. Im selben Jahr wurde der Schulverband Schorndorf-Sattelbogen gebildet.
1968 begann man mit dem Bau des Feriendorfes des Deutschen Erholungswerks (DEW) Hamburg, das ein Jahr später eingeweiht und 1972 auf 60 Wohneinheiten erweitert wurde.
Um den Anforderungen des Fremdenverkehrs gerecht zu werden, wurde von 1970 bis 1972 ein modernes Freibad mit einem beheizten Becken, einem Sportschwimmbecken und einem Planschbecken für Kleinkinder gebaut.
Am 1. Januar 1972 wurde Sattelbogen im Zuge der Gebietsreform in die Gemeinde Traitsching eingegliedert.

### Einwohnerentwicklung
Die folgenden Einwohnerzahlen sind bekannt:
| Jahr | Einwohner |
| ---- | --------- |
| 1871 | 152       |
| 1925 | 186       |
| 1950 | 239       |
| 1970 | 172       |
| 1987 | 246       |

### Bürgermeister
Die Bürgermeister der Gemeinde Sattelbogen waren:
- 1876–1883 Andreas Dachauer
- 1883–1886 Josef Meinzinger
- 1886–1892 Josef Wanninger
- 1892–1893 Georg Decker
- 1893–1899 Joh. Rechenmacher
- 1900–1905 Josef Dachauer
- 1906–1911 Joh. Angermeier
- 1912–1933 1. Jakob Wanninger, 2. Max Schambeck
- 1933–1945 1. Max Schambeck, 2. Josef Weber
- 1945 Jakob Engl
- 1946–1960 1. Josef Artmann, 2. Xaver Gruber bis 1952, 2. Karl Prommesberger von 1952 bis 1960
- 1960–1972 1. Franz Scheitinger, 2. Xaver Paulus

## Ortsvereine
- Freiwillige Feuerwehr Sattelbogen
- KuSk Sattelbogen
- SV Atzenzell-Sattelbogen
- Wasserwacht Sattelbogen
- KLJB Sattelbogen
- Katholischer Frauenbund Sattelbogen
- Kapellenbauverein Sattelbogen
- Schnupferfreunde Sattelbogen

## Persönlichkeiten
- Karl Ederer, (* 1955 in Sattelbogen), Koch und Gastronom